# LILE
Als LILE werden in der Petrologie lithophile Elemente mit großem Ionenradius bezeichnet, die sich gewöhnlich durch ihre Inkompatibilität beim Kristallisieren von Lithosphärenschmelzen auszeichnen und in der Schmelze verbleiben.

## Bezeichnung
Das Akronym LILE (manchmal auch nur LIL) leitet sich aus dem Englischen ab und steht für large-ion lithophile elements – im Deutschen lithophile Elemente mit großen Ionenradien.
Lithophile Elemente wie Rubidium, Strontium, Barium, Niob, Tantal, Thorium, Uran und Seltene Erden besitzen eine Affinität für Silikatgesteine, im Gegensatz zu siderophilen Elementen wie beispielsweise Eisen, Kobalt, Osmium, Iridium oder Nickel, die Metallphasen bevorzugen oder chalkophile Elemente wie Schwefel, Selen, Cadmium, Arsen, Kupfer oder Zink, die in Sulfidphasen zu finden sind.
LILE werden manchmal auch noch als LFS (engl. low field strength) bzw. LFSE bezeichnet, d. h. Elemente mit niedriger Feldstärke. Die Feldstärke bzw. das Ionenpotential (engl. ionic potential) ist als das Verhältnis Ladung/Radius (Z/r) definiert. Die Abgrenzung der LILE gegenüber den HFSE erfolgt entlang der Geraden Z/r=2 (mit Z=1, 2,… und r in 10−10m oder Å). Für LILE gilt Z/R<2 und für HFSE Z/r>2.

## Mitglieder
Zu den LILE werden folgende Elemente mit einer Ionenladung (engl. ionic charge) von +1 und +2 gerechnet:
- einwertige Elemente:
  - Caesium – Ionenradius 181 pm bzw. 1,81 Å
  - Rubidium – 166 pm
  - Kalium – 152 pm
  - Natrium – 116 pm
- zweiwertige Elemente:
  - Barium – 149 pm
  - Blei – 133 pm
  - Strontium – 132 pm
  - Europium – 131 pm

Manchmal werden auch noch die +4-wertigen Elemente Thorium (108 pm) und Uran (103 pm) unter die LILE eingereiht, obwohl sie eigentlich zu den HFSE zu zählen sind.
Anmerkung: die Elemente Strontium, Barium und Europium verhalten sich in sauren Magmen als kompatibles Element und reichern sich in den kristallisierenden Feldspäten an.

## Eigenschaften
LILE sind im Gegensatz zu den immobilen HFSE in Flüssigkeiten sehr mobile Elemente und können beispielsweise durch hydrothermale Lösungen im Verlauf metasomatischer oder metamorpher Prozesse leicht aus dem Gesteinsverband gelöst werden. Dieses Phänomen gilt es insbesondere bei Gesteinsanalysen zu berücksichtigen. Umgekehrt können Anomalien in der LILE-Systematik wertvolle Aufschlüsse über hydrothermale Veränderungen in Mantelgesteinen liefern, welche sonst unbemerkt bleiben würden.

## Erstdefinition
Der Begriff LILE wurde erstmals im Jahr 1972 von P. W. Gast in die wissenschaftliche Fachliteratur eingeführt. Eingeschlossen waren in seiner Erstdefinition damals noch die Seltenen Erden, Thorium und Uran. Gast reihte auch noch Lithium wegen seines relativ hohen Ionenpotentials unter die LILE ein, auch wenn es nur einen kleinen Ionenradius besitzt (82 pm). Dieser Praxis wird aber mittlerweile nicht mehr gefolgt, vielmehr sollten LILE größere Ionenradien besitzen als Na+ und Ca2+ – die größten Kationen in gesteinsbildenden Mineralien. Auch die Seltenen Erden werden jetzt meist nicht mehr zu den LILE gerechnet.